# Österåkers socken, Uppland
Österåkers socken i Uppland ingick i Åkers skeppslag. Området ingår sedan 1983 i Vaxholms och Österåkers kommuner, från 2016 inom Österåker-Östra Ryds distrikt.
Socknens areal är 143,24 kvadratkilometer, varav 138,39 land.  År 1955 fanns här 3 643 invånare. Margretelunds slott, tätorten Åkersberga med Österskär samt sockenkyrkan Österåkers kyrka ligger i socknen.  

## Administrativ historik
Österåkers socken har medeltida ursprung. 
Vid kommunreformen 1862 övergick socknens ansvar för de kyrkliga frågorna till Österåkers församling och för de borgerliga frågorna till Österåkers landskommun. Landskommunen utökades 1952 och 1967, uppgick 1974 i Vaxholms kommun och ingår sedan dess delning 1983 i Österåkers kommun och Vaxholms kommun. Församlingen uppgick 1992 i Österåker-Östra Ryds församling. I samband med delningen 1983 av Vaxholms kommun, så utbröts delar (Resarö) av denna socken till den nybildade kommunen och till Vaxholms församling.
1 januari 2016 inrättades distriktet Österåker-Östra Ryd, med samma omfattning som Österåker-Östra Ryds församling hade 1999/2000 och fick 1992, och vari detta sockenområde ingår.
Socknen har tillhört län, fögderier, tingslag och domsagor enligt vad som beskrivs i artikeln Åkers skeppslag. De indelta soldaterna tillhörde Livregementets dragonkår, Roslags skvadron, Roslags kompani. De indelta båtsmännen tillhörde Södra Roslags 2:a båtsmanskompani.

## Geografi
Österåkers socken ligger nordost om Stockholm norr om Trälhavet kring Åkers kanal och med Garnsviken i nordväst. Socknen är en kuperad skogsbygd med höjder som når 70 meter över havet.
År 1870 hade socknen 2.046 ïnvånare och år 1900 2.479. Dess tidigare bebyggelse nära Åkers kanals inlopp från Garnsviken minskade sedan i betydelse när Roslagsbanan byggdes till Österskär 1906. Vid järnvägsstationen Åkersberga växte istället ett större samhälle fram.

## Fornlämningar
Från bronsåldern finns spridda gravrösen. Från järnåldern finns cirka 80 gravfält och två fornborgar. Tre fragment av runristningar och fyra runstenar har påträffats. Ett större fynd av silvermynt har påträffats.

## Namnet
Namnet (1298 Åker) har troligen från börjat avsett en helig åker, möjligen vid prästgården. Öster har tillagts genom Kungl Maj:ts beslut 24 maj 1889, för att skilja socknen från Åkers socken i Hagunda härad, som 5 juni 1885 fick namnet Västeråker.